# Anthony Angély
Anthony Fabrice Angély (Parigi, 21 marzo 1990) è un calciatore francese, attaccante del Buxerolles e della nazionale martinicana.

## Carriera

### Club
Comincia a giocare all'Essor-Préchotain. Nel 2013 passa al Club Colonial. Nel gennaio 2016 si trasferisce in Francia, al Royan-Vaux. Nell'estate 2016 si accasa al Poitiers. Nel 2017 viene acquistato dal Voltigeurs.

### Nazionale
Ha debuttato in nazionale il 3 marzo 2012, nell'amichevole Martinica-Guadalupa (1-2). Ha messo a segno la sua prima rete con la maglia della nazionale il 12 dicembre 2012, in Guyana francese-Martinica (1-3). Nel 2017 viene inserito nella lista dei convocati per la Gold Cup 2017.